# Добринёво
Добринёво, иногда Добрынёво (бел. Дабрынёва) — деревня в Дзержинском районе Минской области Беларуси, административный центр Добринёвского сельсовета. Добринёво находится в 16 километрах юго-восточнее райцентра, города Дзержинск. Через деревню протекает речка Жесть (Уздянка), приток Усы. На речке между Добринёвым и соседним агрогородком Даниловичи возведена плотина и водохранилище.

## Названия
Название Добринёво и схожие До́брино (бел. До́брына), Добри́ловичи (бел. Дабры́лавічы), Добре́йково (бел. Дабрэ́йкава) образованы от фамилий Добрейко, Добрилов, Добринёв, Добрин, Добрович.

## История
Деревня Добринёво известна в Великом княжестве Литовском с XVI века. В 1562 году село и имение были в составе Станьковской волости Минского повета Минского воеводства. В 1588 году насчитывалось 28 хозяйств, 30 валок земли, находилась во владении Радзивиллов. В 1657 году насчитывалась 31 волока земли, была в составе имения Станьково. Неподалёку находились одноимённые имения.
После второго раздела Речи Посполитой в 1793 году территории Добринёвщины перешли в состав Российской империи. В 1800 году насчитывается 42 двора, проживают 211 жителей, относилась к имению Станьково, владение Доминика Радзивилла. В 1876 году было открыто одноклассное народное училище, где в 1892 году учились 63 мальчика и 9 девочек. С 1880-х годов территории перешли во владение Эмерика Чапского. У местных жителей были частые проблемы и конфликты с помещиками по вопросам о границах земель. В июне 1885 года сельчане (до 250 человек) оказали сопротивление властям при установлении границ земель в пользу местного помещика. Во второй половине XIX века—начале XX века Добринёвщина была в составе Станьковской волости Минской губернии.

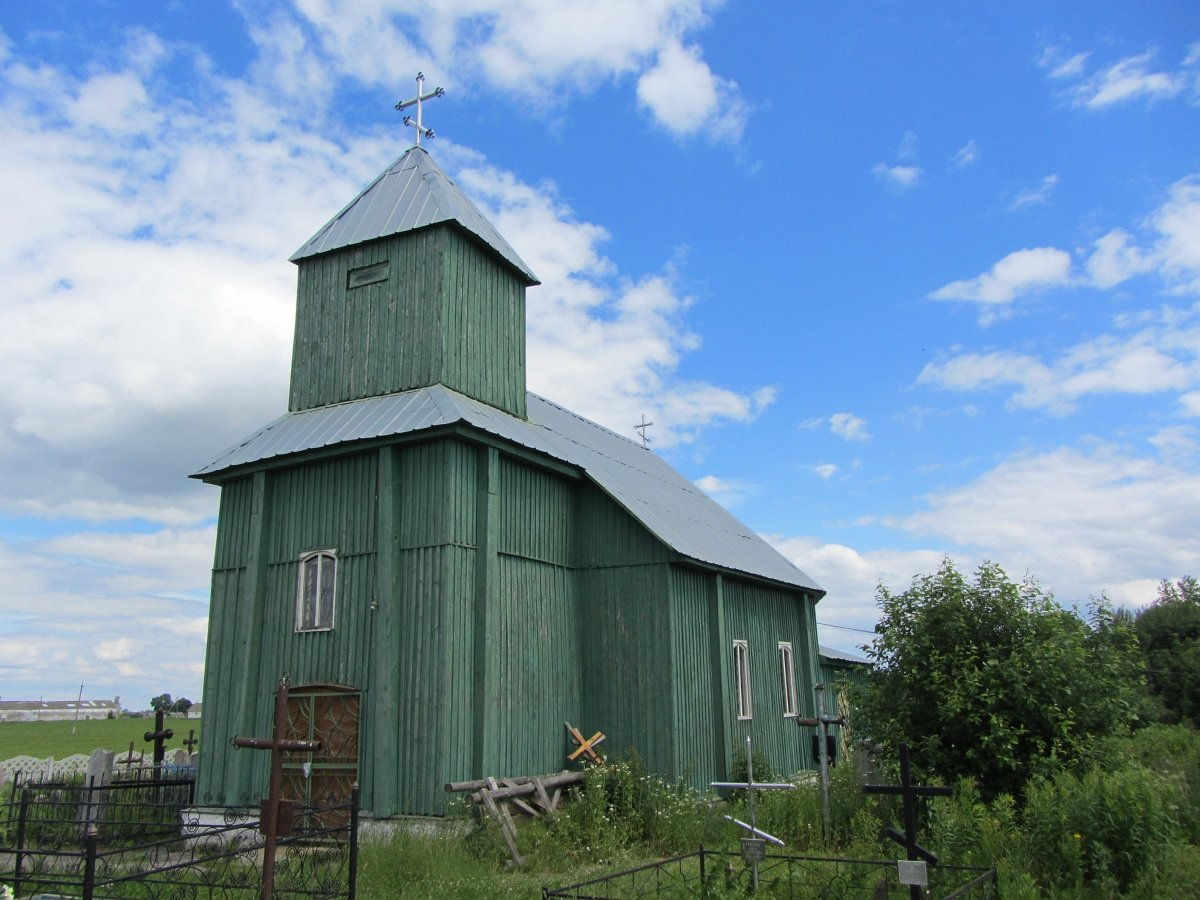
Покровская церковь на деревенском кладбище — памятник деревянного зодчества

Во 2-й половине XIX — начале XX века принадлежала к Станьковской волости, в это время на деревенском кладбище была построена часовня. В 1897 году, по данным первой всероссийской переписи, в Добринёво — 121 двор, 911 жителей, работала школа, хлебозапасный магазин, корчма, лавка, церковь на кладбище. Во время революции 1905 года жители Добринёва самовольно заняли пастбища графа Чапского, и поставили туда свой скот. Прибывшие для расследования волостной голова и писарь были прогнаны селянами палками. Летом 1911 года 66 сельчан были арестованы за самовольный выпас скота на помещичьих угодьях. В 1918 году, после революции, была создана сельхозкоммуна. В 1917 году насчитывается 157 дворов, проживают 987 жителей. С 9 марта 1918 года в составе провозглашённой Белорусской Народной Республики, однако фактически находилась под контролем германской военной администрации. С 1 января 1919 года в составе Советской Социалистической Республики Белоруссия, а с 27 февраля того же года в составе Литовско-Белорусской ССР, летом 1919 года деревня была занята польскими войсками, после подписания рижского мира — в составе Белорусской ССР.
20 августа 1924 года образован Добринёвский сельсовет в составе Койдановского района (с 1932 года — Дзержинского) Минского округа, в 1937—1939 году сельсовет был в составе Минского района. В 1929 году был создан колхоз «Красный боец», который обслуживался Негорельской МТС. Работала начальная школа (в 1925 году — 2 учителя, 155 учащихся). В 1926 году, по данным первой всесоюзной переписи в деревне насчитывалось 196 дворов, проживали 1027 жителей.
Во время Великой Отечественной войны с 28 июня 1941 года по 7 июля 1944 года Добринёвщина находилась под немецко-фашистских оккупацией. В ноябре 1943 года гитлеровцы расстреляли директора Добринёвской школы К.А. Бабка. После войны был восстановлен колхоз, который был назван именем Марата Казея. В 1960 году насчитывается 691 житель, в 1971 году насчитывались 183 двора, проживали 504 жителя.
В 1997 году насчитывалось 128 хозяйств, проживали 367 жителей. В 2009 году сельсовет был в составе филиала «ММК-Агро». 28 мая 2013 года в состав сельсовета были переданы все населённые пункты ликвидированного Рубилковского сельсовета.

## Улицы
- Центральная улица (бел. Цэнтральная вуліца);
- Минская улица (бел. Мінская вуліца);
- Полевая улица (бел. Палявая вуліца).

## Население
| Численность населения (по годам) | Численность населения (по годам) | Численность населения (по годам) | Численность населения (по годам) | Численность населения (по годам) | Численность населения (по годам) | Численность населения (по годам) | Численность населения (по годам) |
| 1800                             | 1897                             | 1917                             | 1926                             | 1960                             | 1971                             | 1997                             | 1999                             |
| -------------------------------- | -------------------------------- | -------------------------------- | -------------------------------- | -------------------------------- | -------------------------------- | -------------------------------- | -------------------------------- |
| 211                              | ↗911                             | ↗987                             | ↗1027                            | ↘691                             | ↘504                             | ↘367                             | ↘249                             |
| 2004                             | 2009                             | 2017                             | 2018                             | 2020                             | 2022                             |                                  |                                  |
| ↘219                             | ↘187                             | ↗222                             | ↗227                             | ↗229                             | ↗239                             |                                  |                                  |

## Достопримечательности
- Православная Покровская церковь (по другим данным носит имя Рождества Богородицы[9]). Построена в первой половине XIX века[10], по другим данным в 1860 году[4]. Церковь является памятником деревянного зодчества, включена в Государственный список историко-культурных ценностей Республики Беларусь[10];
- Братская могила советских воинов и партизан, расположена в центре деревни. На месте погребены 70 воинов и партизан, которые погибли в июне 1941 года в боях против немецко-фашистских захватчиков на территории сельсовета и в июле 1944 года, при освобождении деревни. В 1957 году на месте погребения был установлен обелиск.
- Братская могила советских воинов, расположена в центре деревни. В могиле погребены 13 воинов, которые погибли в июле 1944 года в бою за освобождение деревни от немецко-фашистских захватчиков. Среди погребённых — капитан А.М. Деругин, в 1953 году на месте могилы был установлен обелиск;
- Могила Константина Адамовича Бабка, расположена на сельском кладбище. Директор Добринёвской средней школы К.А. Бабок был казнён немецко-фашистскими захватчиками в ноябре 1943 года. В 1967 году на месте захоронения был установлен обелиск;
- Памятник землякам, расположен в центре деревни вблизи сельского Дома культуры. Был установлен в память 105 односельчан, которые погибли на фронтах Великой Отечественной войны и в партизанской борьбе с немецко-фашистскими захватчиками. В 1967 году на месте памятника был установлен обелиск.

## Галерея

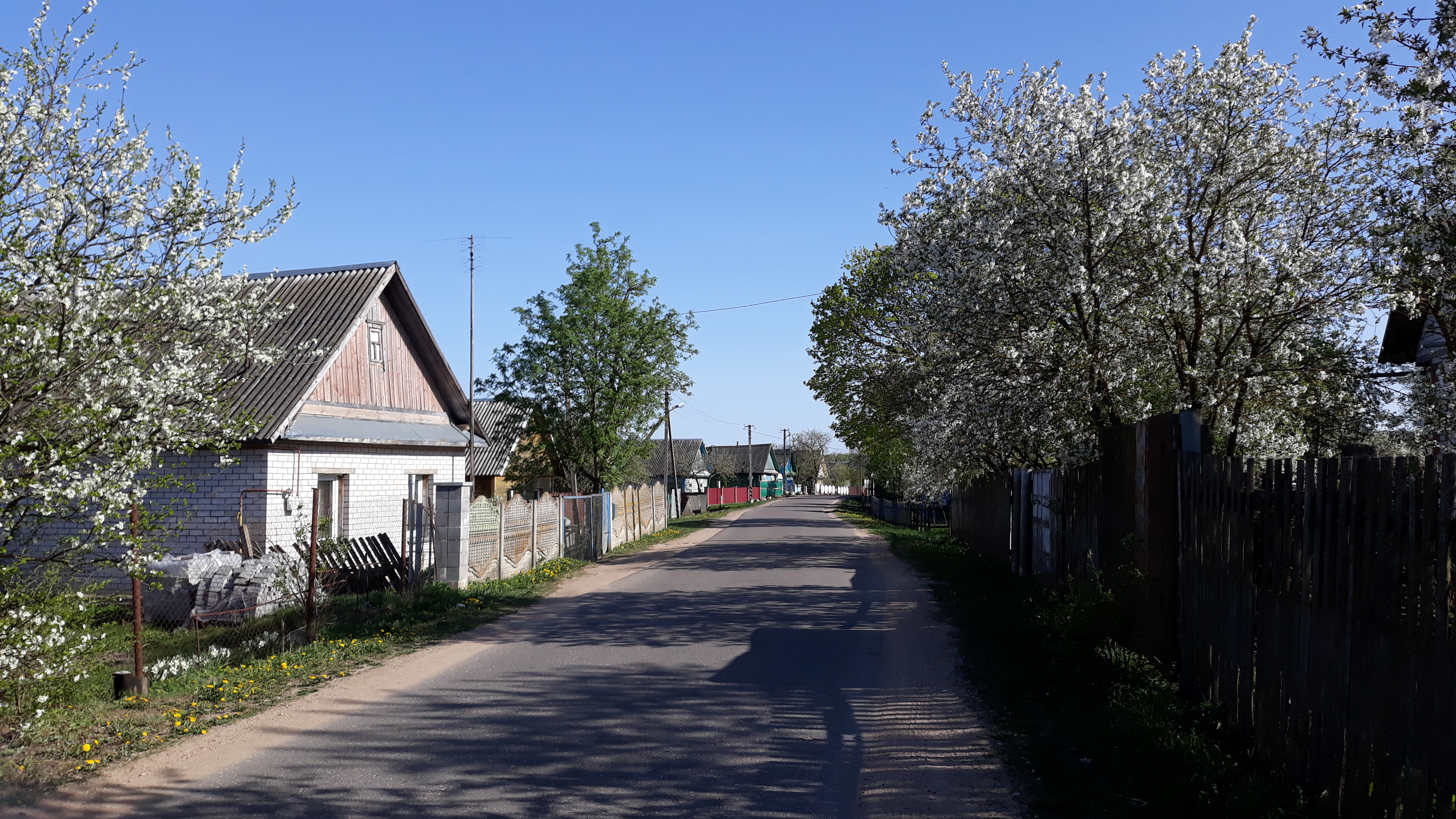
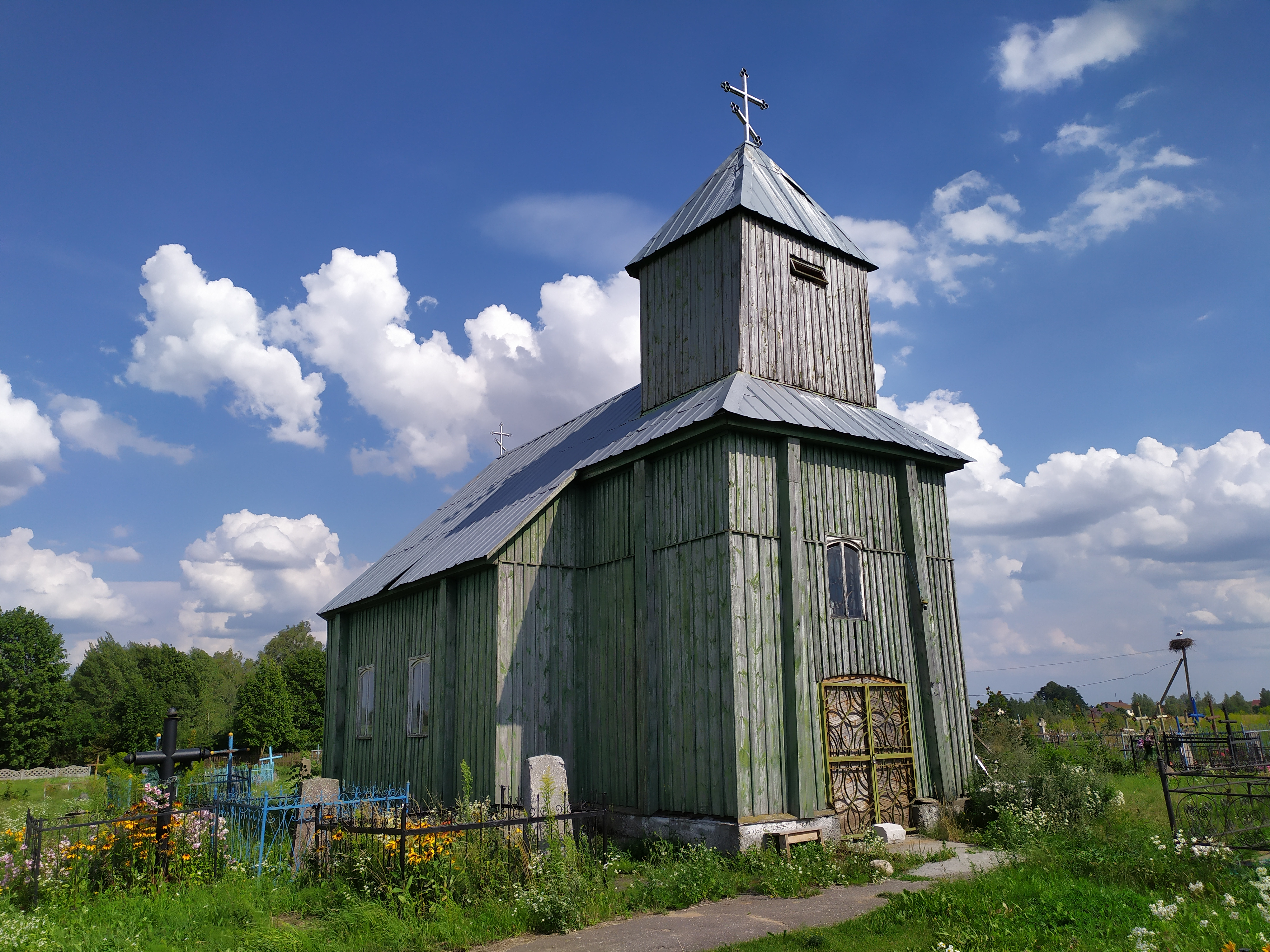
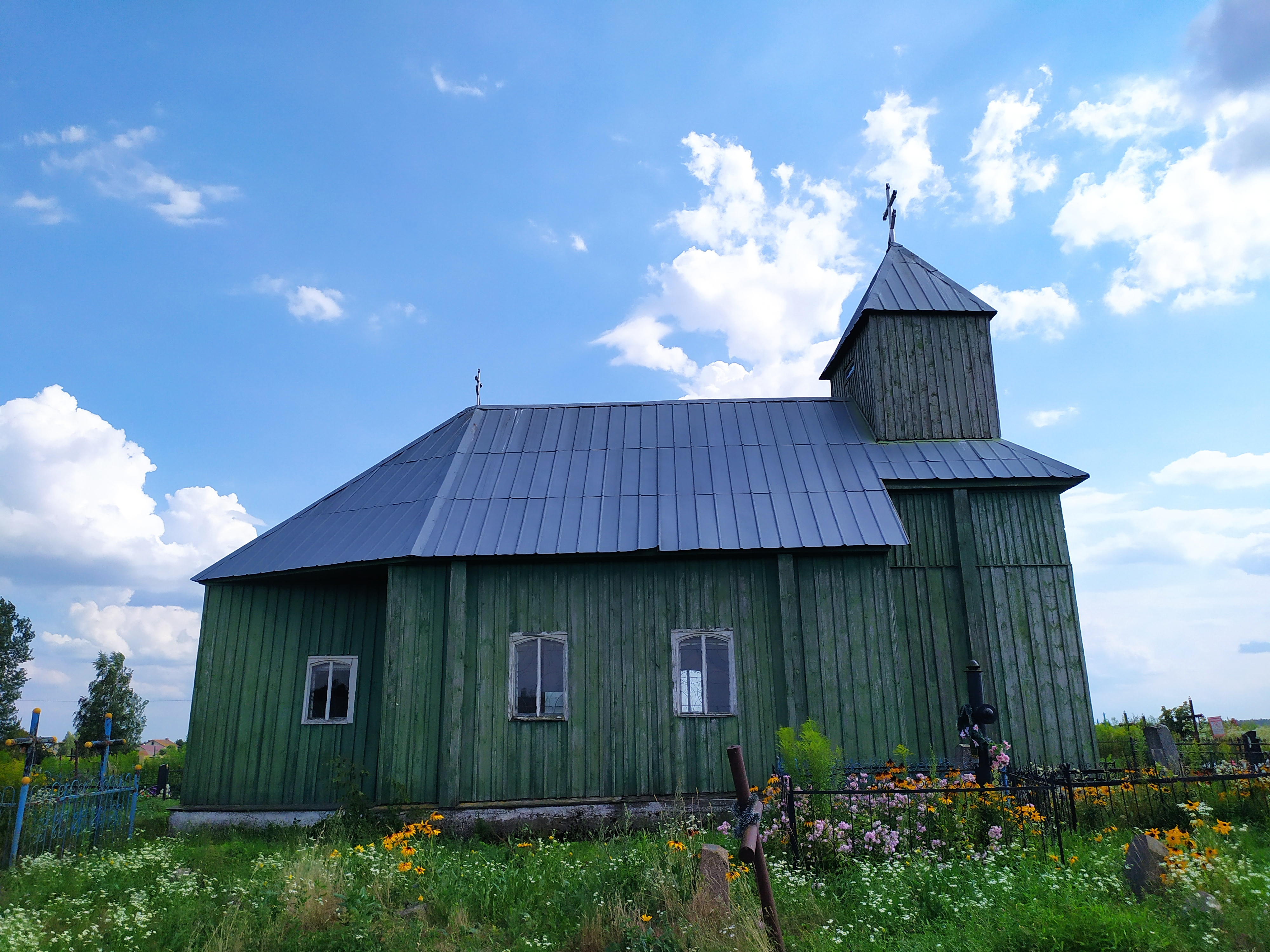
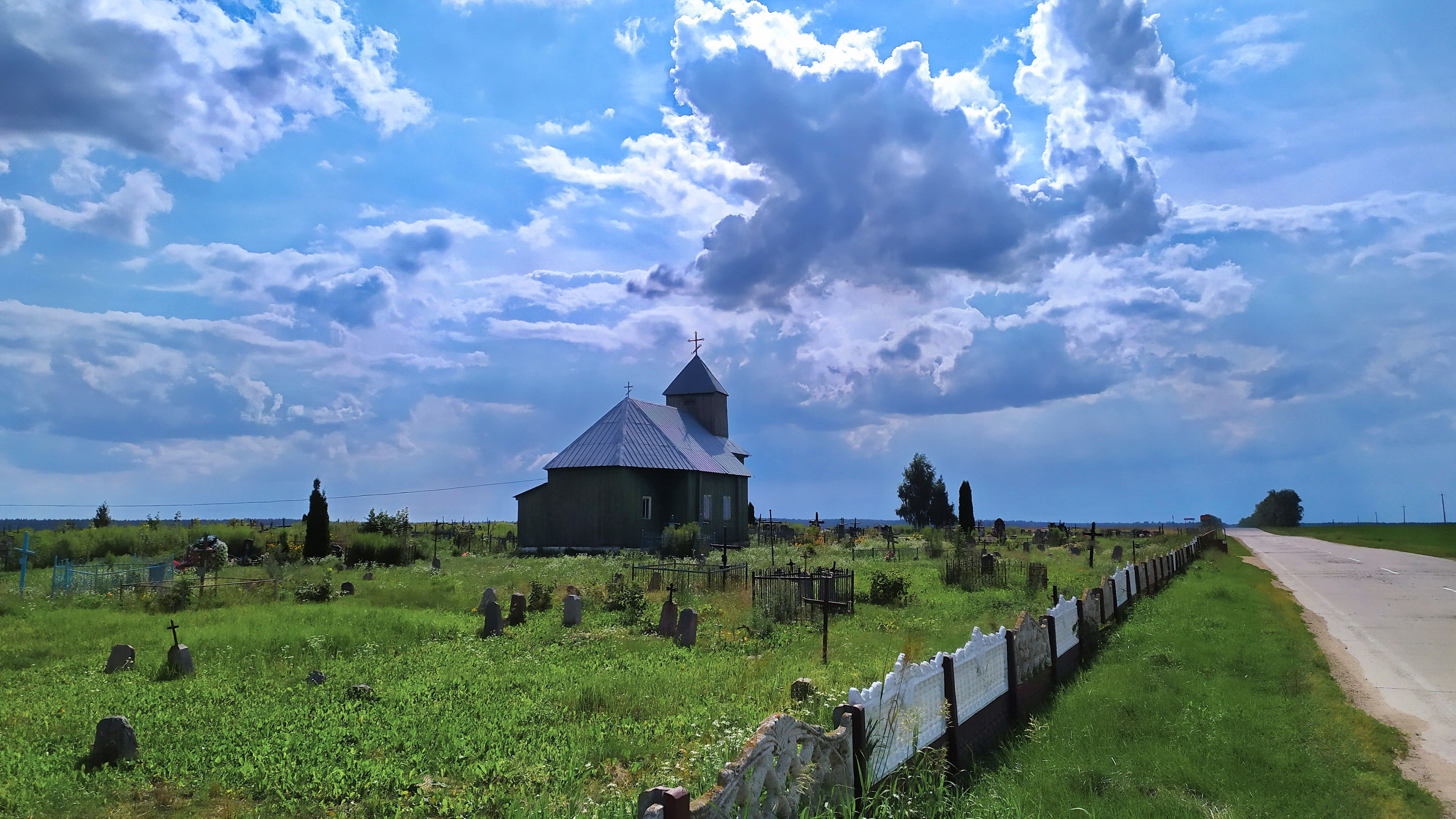
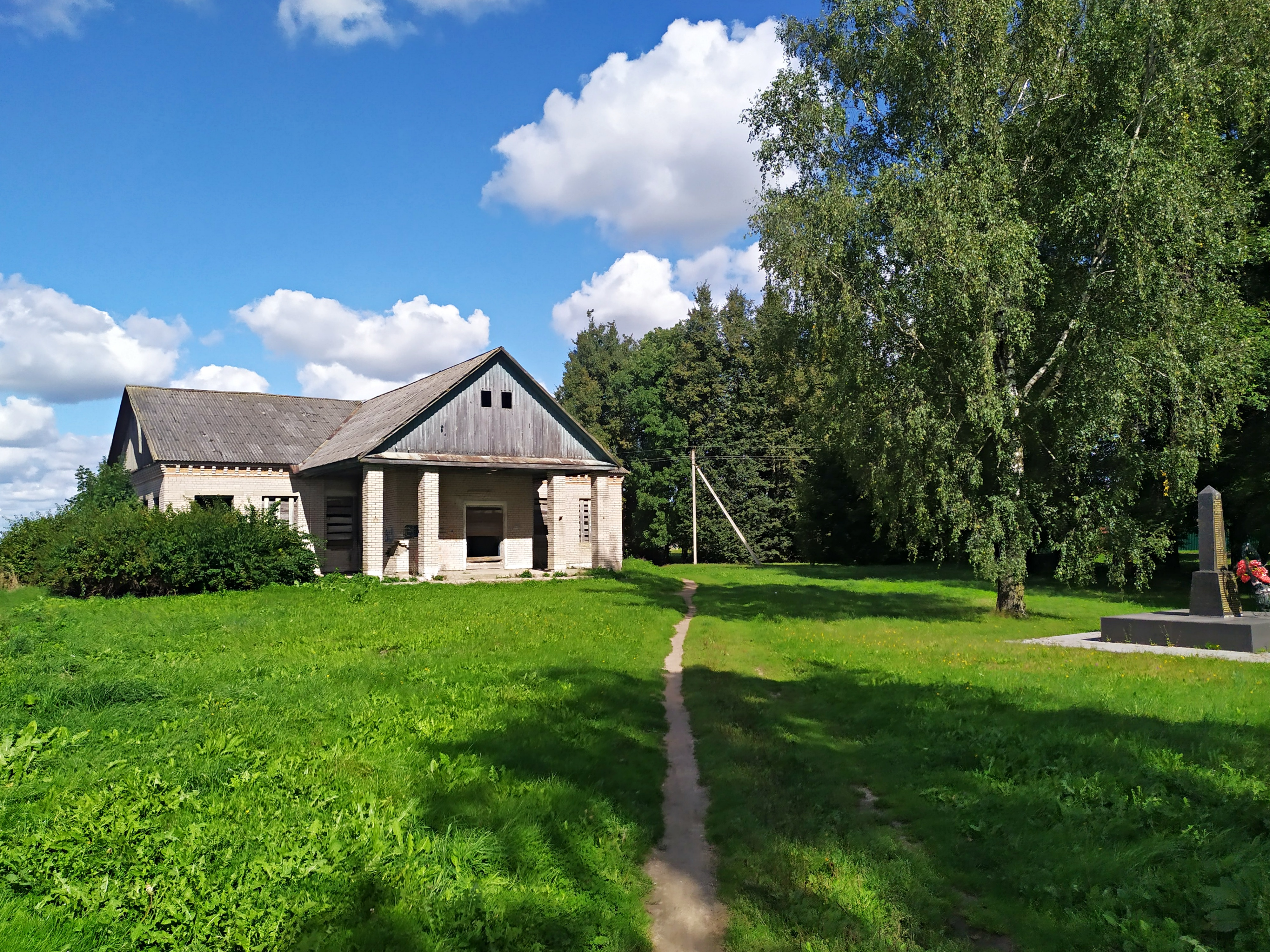
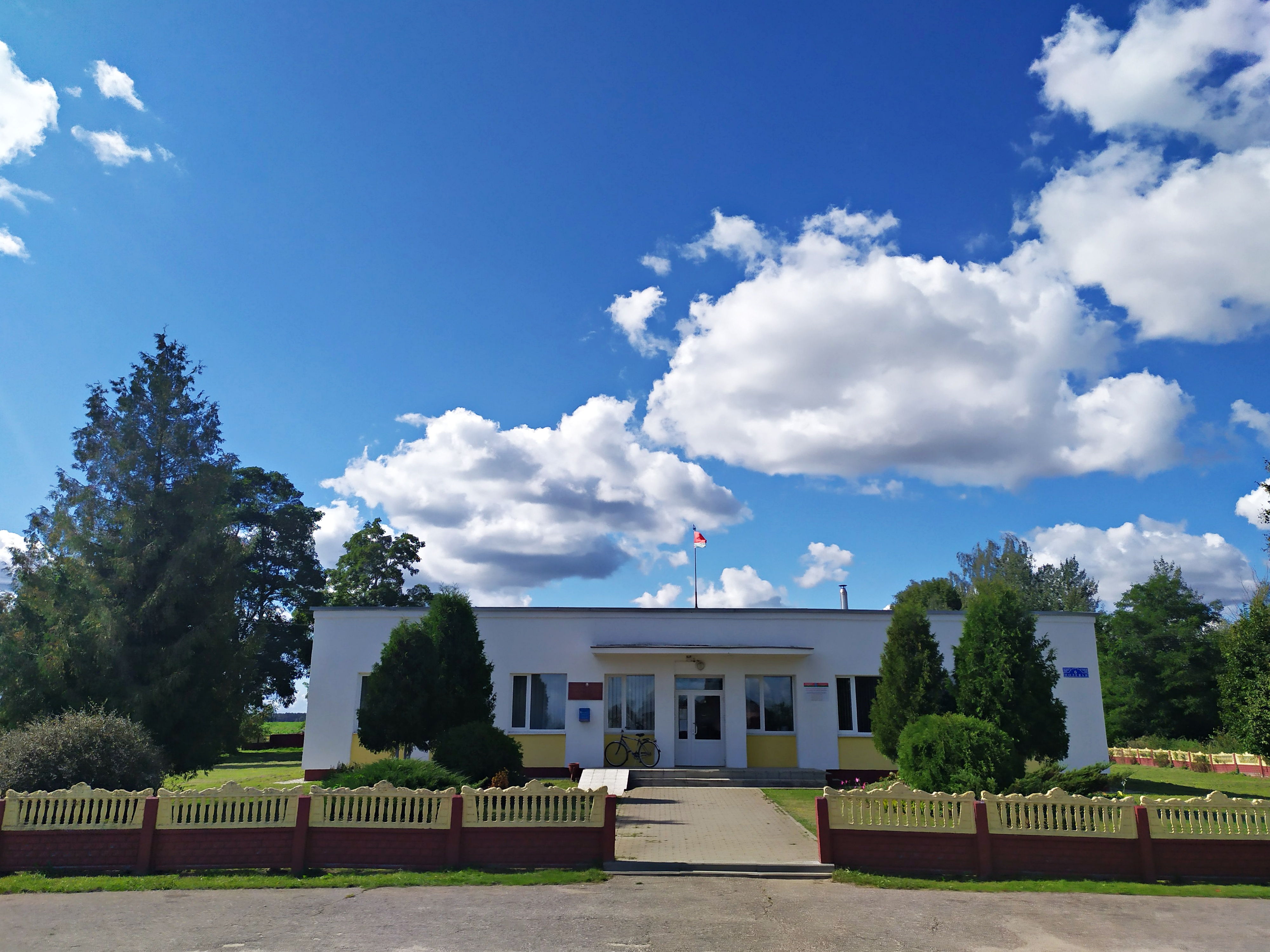
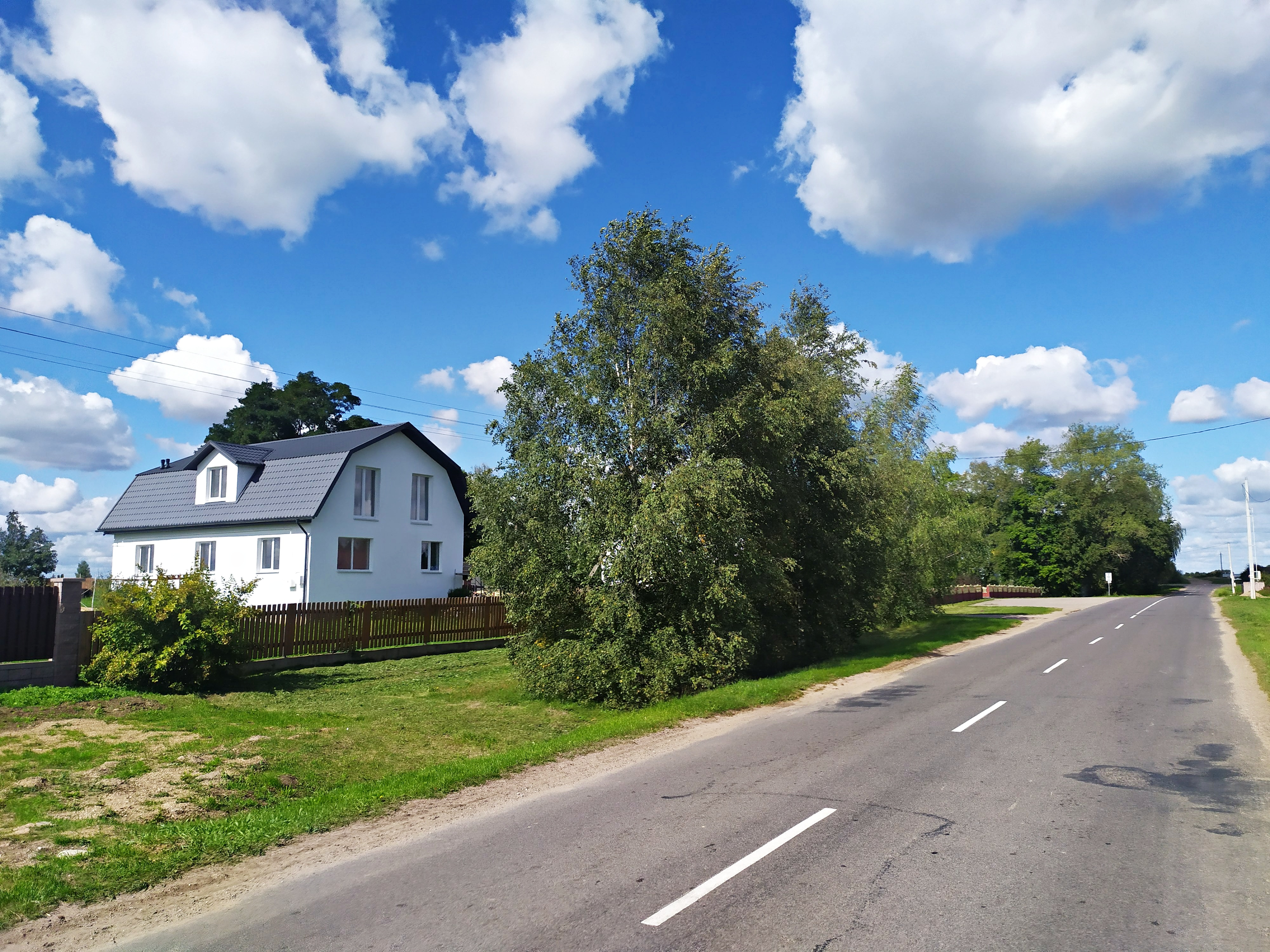
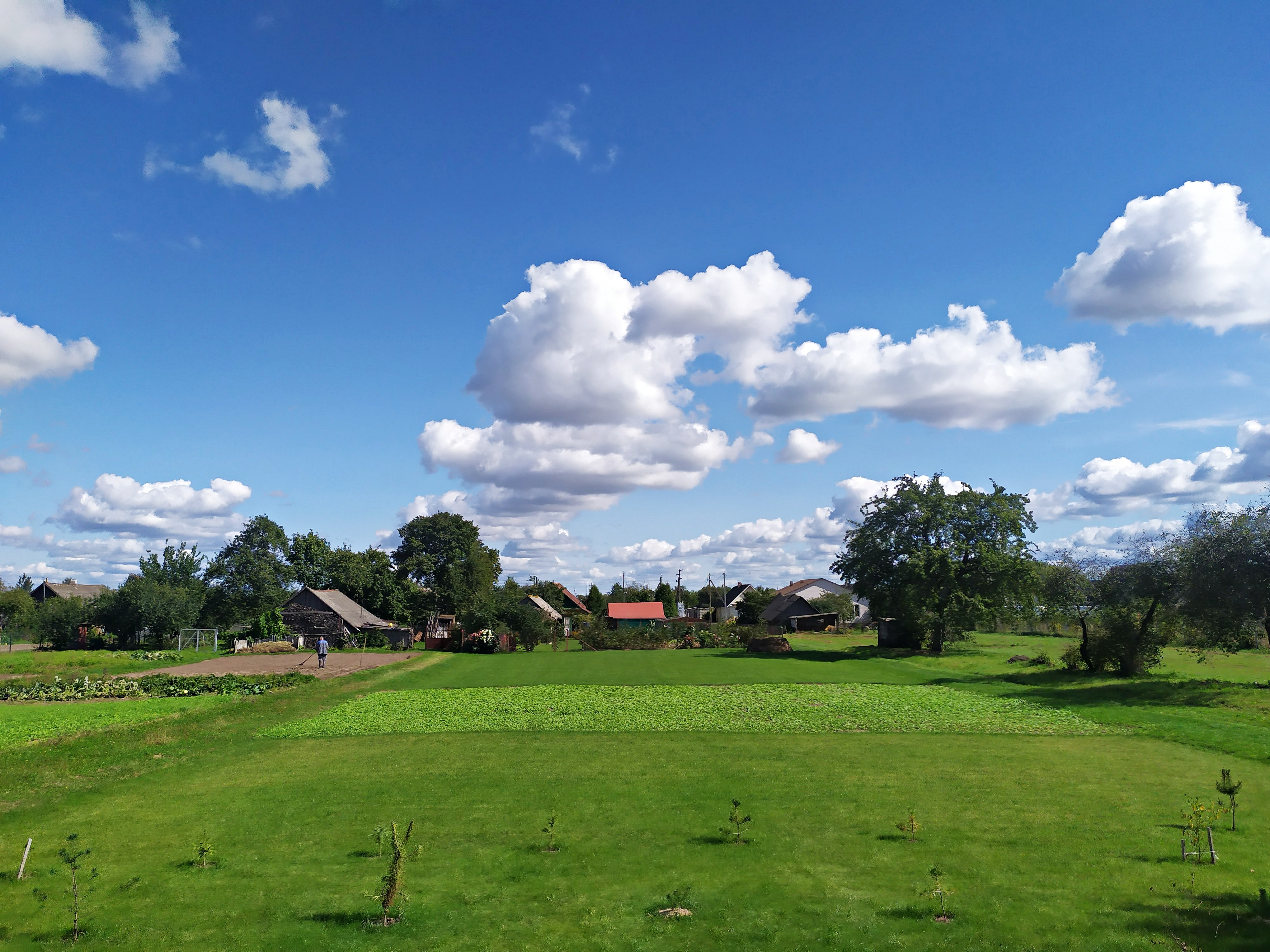
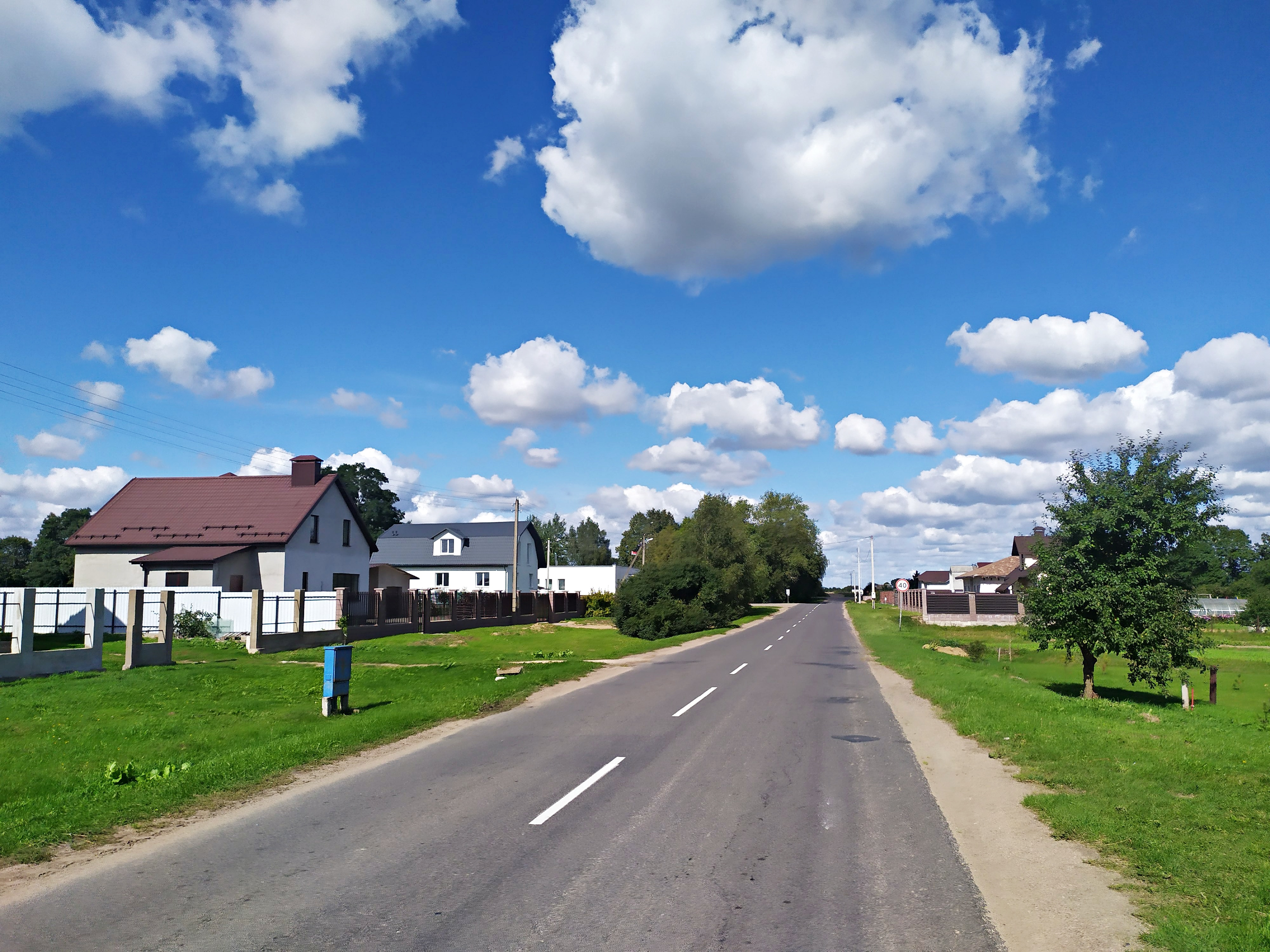
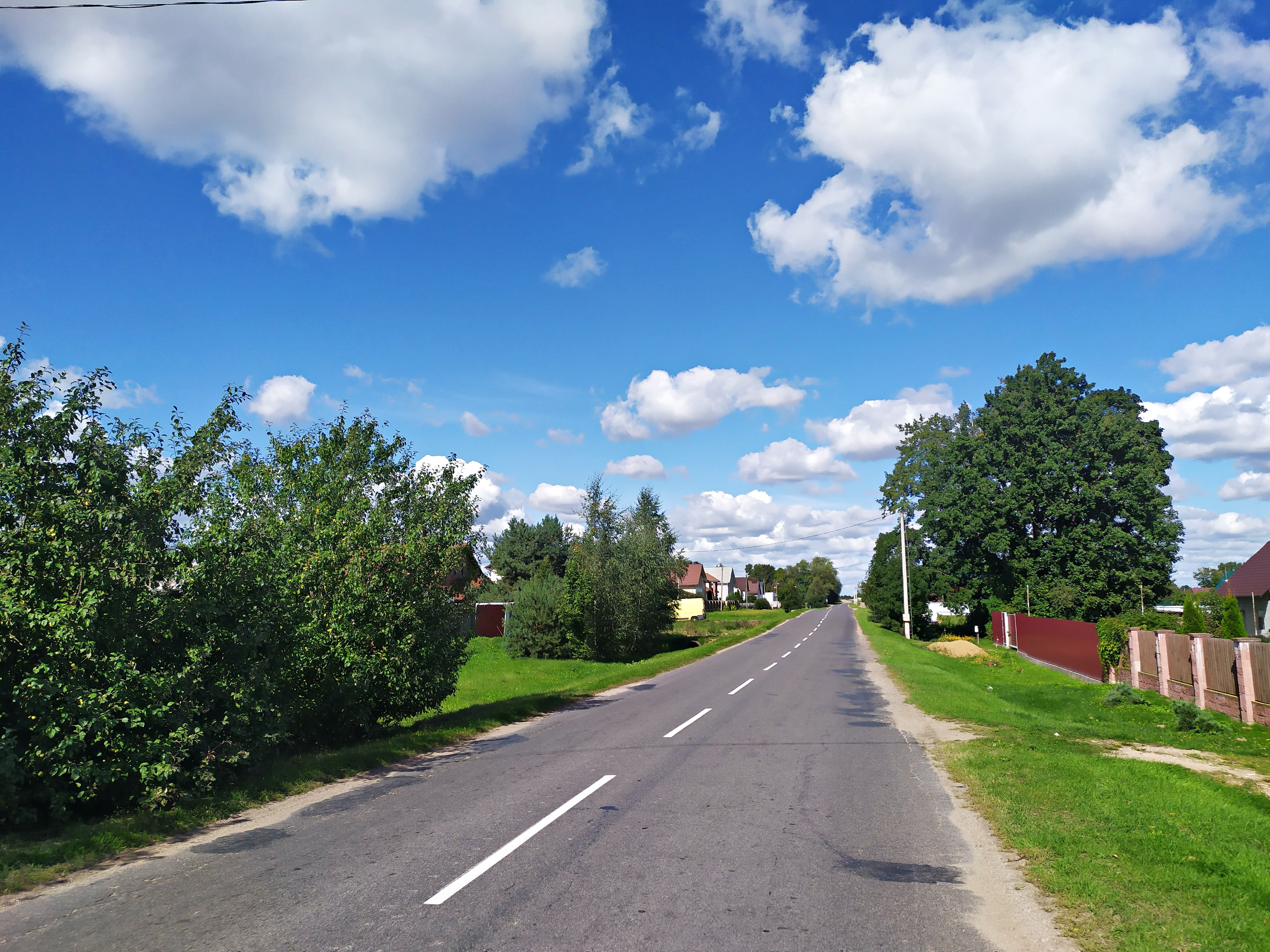
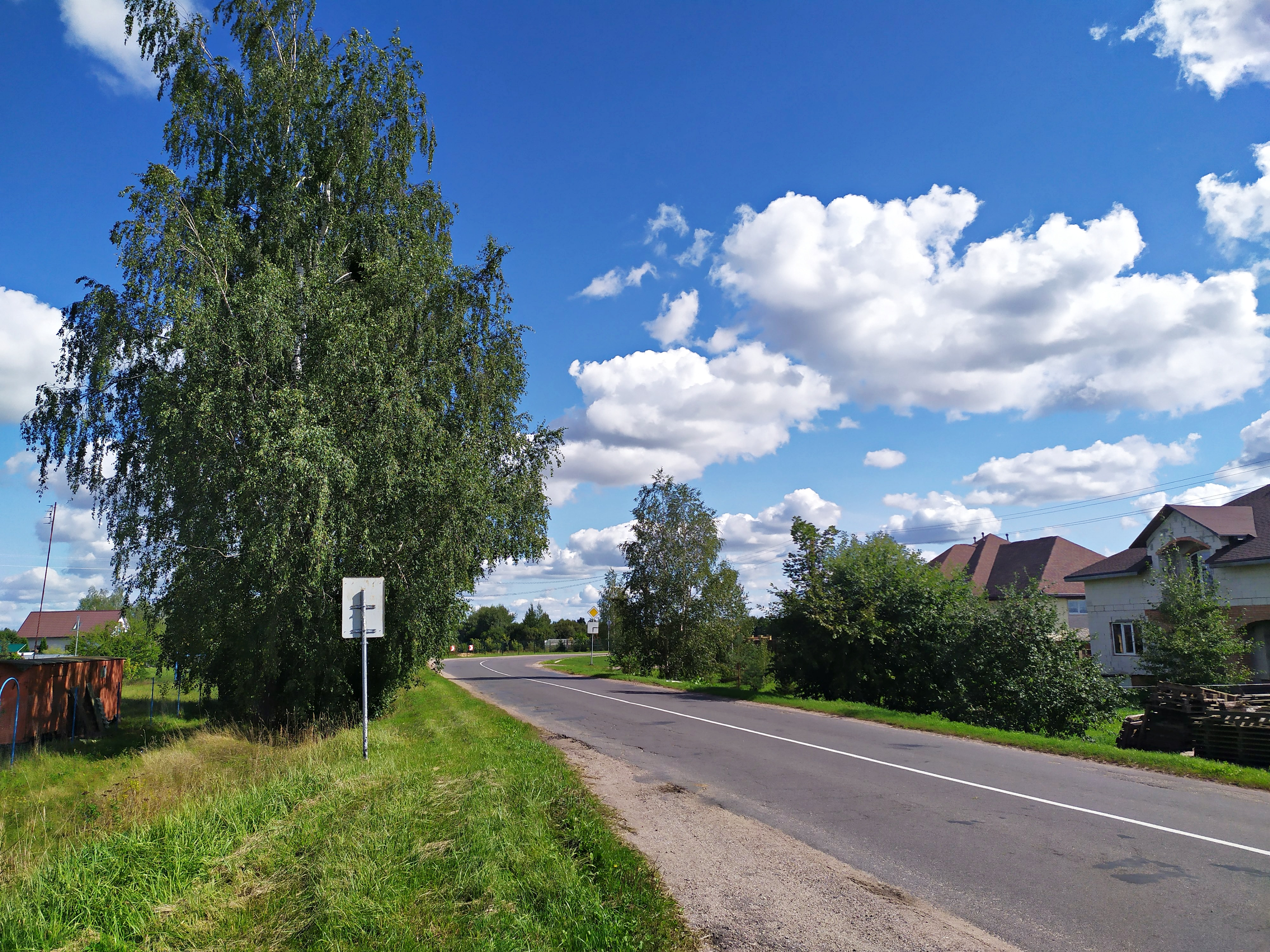
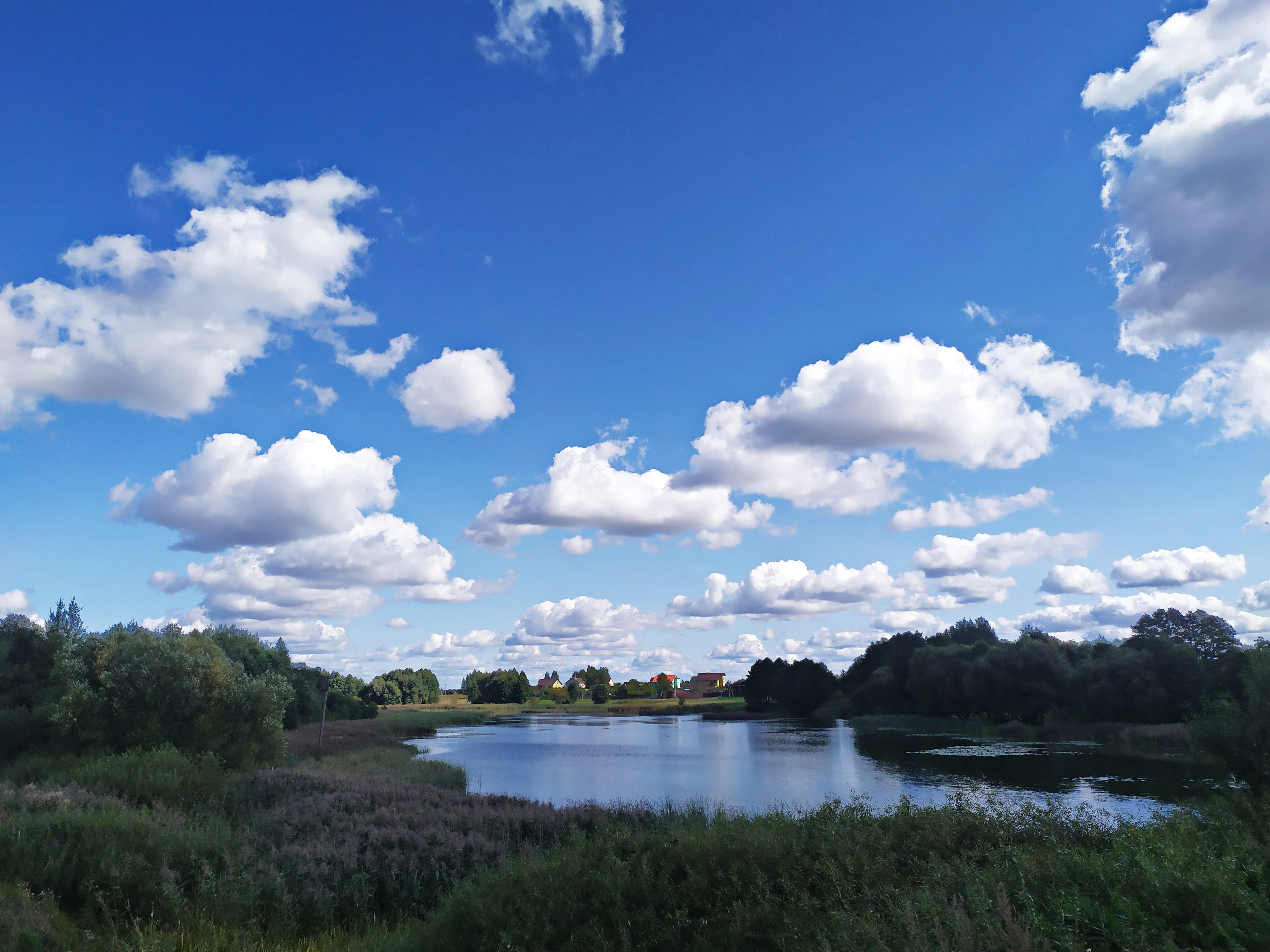